# Wolfgang Overath
Wolfgang Overath (en allemand: /ˈvɔlfɡaŋ ˈʔoːvəʁaːt/, ? Écouter [Fiche]) est un footballeur allemand né le 29 septembre 1943 à Siegburg. Il évoluait au poste de milieu de terrain (1,76 m - 71 kg).
Vainqueur de la Coupe du monde, après avoir été second en 1966 et troisième en 1970, Overath est l'un des meilleurs milieux de terrain allemands de tous les temps et l'une des figures principales du football allemand de la fin des années 1960 et du début des années 1970.

## Biographie
Wolfgang Overath commence le football au SSV Siegburg et dès l'âge de 14 ans est repéré par les sélectionneurs des équipes de jeunes de l'Allemagne. Il joue dès lors dans les sélections de jeunes et à 18 ans, fait l'objet de convoitises des plus grands clubs allemands dont le Borussia Dortmund et le Bayer Leverkusen. Il choisira finalement le FC Cologne, l'un des meilleurs clubs du moment, et qui a pour entraîneur un certain Zlatko Cajkovski, réputé pour laisser leur chance aux jeunes. Wolfgang Overath restera toute sa carrière fidèle au FC Cologne qu'il rejoindra à 20 ans. Entre 1963 et 1977, il disputera 409 matches de Bundesliga et inscrira 84 buts, remportant un titre de champion en 1964 et deux coupes d'Allemagne en 1968 et 1977.
Dès ses débuts, Overath se distingue par son talent et est rapidement appelé en sélection nationale en 1963. Il en deviendra une pièce maîtresse lors de la saison 1964-1965. Avec Franz Beckenbauer, il est l'un des plus jeunes Allemands à participer à la Coupe du monde 1966, puisqu'il n'a que 22 ans. Comme le jeune Bavarois, il s'y illustre particulièrement dans l'entrejeu allemand. Beckenbauer joue au centre, Helmut Haller à droite et Overath à gauche. Avec l'équipe de RFA, il atteint la finale et s'incline en prolongations contre l'équipe d'Angleterre, 4 - 2.

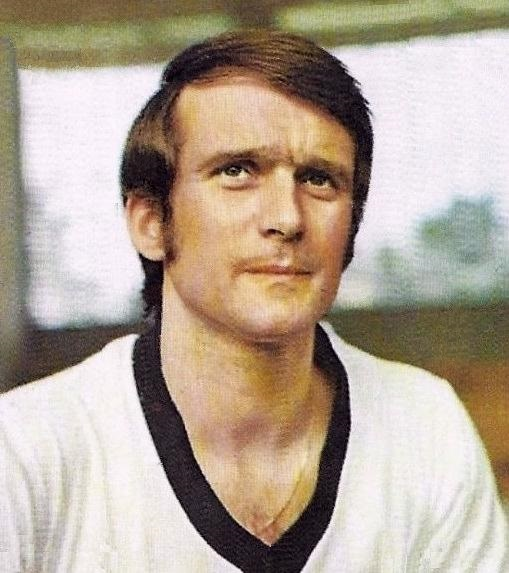
Wolfgang Overath en 1970.

En 1970, c'est face à l'Italie qu'il s'incline cette fois lors d'une demi-finale considérée comme l'un des plus beaux matchs de la compétition. Overath sera nommé meilleur milieu de terrain du tournoi, et marquera le seul et l'unique but contre l'Uruguay (1-0) , lors du match pour la troisième place. 
Les années qui suivent sont plus difficiles pour Overath en sélection nationale. Meneur de jeu attitré de la Mannschaft, il est tout d'abord associé (de manière non convaincante) puis mis en concurrence avec le meneur de Mönchengladbach, Günter Netzer. Blessé, en baisse de forme, il ne participe pas à l'éclatante victoire de la RFA lors de la Coupe d'Europe des Nations de 1972, où Netzer s'illustre particulièrement. Lorsque ce dernier se blesse en 1973, Overath revient en sélection mais n'arrive pas à convaincre. Néanmoins, c'est Overath, soutenu par le sélectionneur Helmut Schön et le capitaine Franz Beckenbauer, qui sera préféré à Netzer lors de la Coupe du monde de 1974. Sa capacité à se sublimer lors des matchs importants et son expérience vont s'avérer essentielles à une équipe d'Allemagne qui a mal entamé le tournoi. Netzer, écarté des matchs, dira qu'"Overath est né pour la sélection nationale" en hommage à ce compétiteur surtout redoutable avec la Mannschaft.
Ce gaucher technique très fort dans les duels, les passes longues et les frappes de balle, jouera son dernier match en sélection contre les Pays-Bas de Johan Cruijff en finale de la Coupe du monde 1974 (victoire 2 - 1). Il continuera encore jusqu'en 1977 avec Cologne avant de raccrocher les crampons. 
Comme Franz Beckenbauer, il a participé à trois coupes du monde avec l'équipe nationale allemande en 1966, 1970 et 1974 soit 19 matches et 3 buts. Finaliste en 1966, demi-finaliste en 1970, il a remporté l'édition de 1974 organisée en RFA.
Après sa carrière de joueur, il a notamment été président du FC Cologne, de 2004 à 2011.

## Statistiques
Ce tableau présente les statistiques en carrière de Wolfgang Overath.
| Saison                | Club                  | Championnat           | Championnat | Championnat | Championnat | Coupe(s) nationale(s) | Coupe(s) nationale(s) | Coupe(s) nationale(s) | Compétition(s) continentale(s) | Compétition(s) continentale(s) | Compétition(s) continentale(s) | Compétition(s) continentale(s) | Total | Total | Total |
| Saison                | Club                  | Division              | M.          | B.          | P.d.        | M.                    | B.                    | P.d.                  | Comp.                          | M.                             | B.                             | P.d.                           | M.    | B.    | P.d.  |
| 1963-1964             | FC Cologne            | Bundesliga            | 33          | 9           | 8           | 2                     | 0                     | -                     | C3                             | 6                              | 1                              | -                              | 41    | 10    | 8     |
| 1964-1965             | FC Cologne            | Bundesliga            | 27          | 9           | 4           | -                     | -                     | -                     | C1                             | 7                              | 1                              | -                              | 34    | 10    | 4     |
| 1965-1966             | FC Cologne            | Bundesliga            | 30          | 3           | 4           | 2                     | 0                     | -                     | C3                             | 4                              | 2                              | -                              | 36    | 5     | 4     |
| 1966-1967             | FC Cologne            | Bundesliga            | 33          | 6           | 7           | 4                     | 1                     | -                     | -                              | -                              | -                              | -                              | 37    | 7     | 7     |
| 1967-1968             | FC Cologne            | Bundesliga            | 29          | 9           | 11          | 6                     | 2                     | -                     | C3                             | 4                              | 2                              | -                              | 39    | 13    | 11    |
| 1968-1969             | FC Cologne            | Bundesliga            | 34          | 6           | 10          | 1                     | 0                     | -                     | C2                             | 7                              | 1                              | -                              | 42    | 7     | 10    |
| 1969-1970             | FC Cologne            | Bundesliga            | 29          | 12          | 6           | 1                     | 0                     | -                     | -                              | -                              | -                              | -                              | 30    | 12    | 6     |
| 1970-1971             | FC Cologne            | Bundesliga            | 26          | 4           | 5           | 10                    | 3                     | -                     | C3                             | 6                              | 0                              | -                              | 42    | 7     | 5     |
| 1971-1972             | FC Cologne            | Bundesliga            | 25          | 6           | 4           | 6                     | 7                     | -                     | C3                             | 4                              | 0                              | -                              | 35    | 13    | 4     |
| 1972-1973             | FC Cologne            | Bundesliga            | 30          | 3           | 5           | 8                     | 3                     | -                     | C3                             | 5                              | 0                              | -                              | 43    | 6     | 5     |
| 1973-1974             | FC Cologne            | Bundesliga            | 31          | 5           | 7           | 3                     | 2                     | -                     | C3                             | 7                              | 1                              | -                              | 41    | 8     | 7     |
| 1974-1975             | FC Cologne            | Bundesliga            | 34          | 4           | 3           | 4                     | 0                     | -                     | C3                             | 10                             | 3                              | -                              | 48    | 7     | 3     |
| 1975-1976             | FC Cologne            | Bundesliga            | 27          | 2           | 1           | 3                     | 1                     | -                     | C3                             | 4                              | 0                              | -                              | 34    | 3     | 1     |
| 1976-1977             | FC Cologne            | Bundesliga            | 24          | 6           | 0           | 5                     | 4                     | -                     | C3                             | 5                              | 0                              | -                              | 34    | 10    | 0     |
| Total sur la carrière | Total sur la carrière | Total sur la carrière | 409         | 84          | 74          | 55                    | 23                    | -                     | -                              | 71                             | 11                             | -                              | 535   | 118   | 74    |

## Palmarès

### En sélection
- 81 sélections et 17 buts en équipe d'Allemagne entre 1963 et 1974
- Vainqueur de la Coupe du monde 1974 avec l'équipe d'Allemagne
- Finaliste de la Coupe du monde 1966 avec l'équipe d'Allemagne
- Troisième de la Coupe du monde 1970 avec l'équipe d'Allemagne

### En club
- Champion d'Allemagne en 1964 avec le FC Cologne
- Vice-champion d'Allemagne en 1965 et 1973 avec le FC Cologne
- Vainqueur de la Coupe d'Allemagne en 1968 et 1977 avec le FC Cologne
- Finaliste de la Coupe d'Allemagne en 1970, 1971 et 1973 avec le FC Cologne